# Campecopea ischiana
Campecopea ischiana is een pissebed uit de familie Sphaeromatidae. De wetenschappelijke naam van de soort is voor het eerst geldig gepubliceerd in 1943 door Verhoeff.